# Sains-en-Amiénois
Sains-en-Amiénois är en kommun i departementet Somme i regionen Hauts-de-France i norra Frankrike. Kommunen ligger i kantonen Boves som tillhör arrondissementet Amiens. År 2022 hade Sains-en-Amiénois 1 200 invånare.

## Befolkningsutveckling
Antalet invånare i kommunen Sains-en-Amiénois
| Referens: INSEE |